# Pertusariaceae
Pertusariaceae is een botanische naam voor een familie van korstmossen behorend tot de orde Pertusariales. Het typegeslacht is Pertusaria.

## Geslachten
Het bevat de volgende vijf geslachten: 
- Lepra
- Loxosporopsis
- Pertusaria
- Stereocaulon
- Thamnochrolechia
- Verseghya